# Багатенька (притока Орелі)
Багате́нька, Багата — річка в Україні, ліва притока річки Орелі. Басейн Дніпра. Довжина 29 км. Площа водозбірного басейну 207 км². Похил 1,8 м/км. Долина трапецієподібна, завширшки 2 км. Річище слабкозвивисте, шириною до 5 м, має стариці. Частково зарегульований стік.
Бере початок біля с. Попасне. Тече по території Новомосковського району Дніпропетровської області. На притоках збудовані численні ставки.

## Притоки
- Балка Лозова (права); Яр Попасний, Балка Ількова, Балка Багата (ліві).

Над річкою села: Багате, Панасівка і Михайлівка.